# Matthias Müller (Orientierungsläufer)

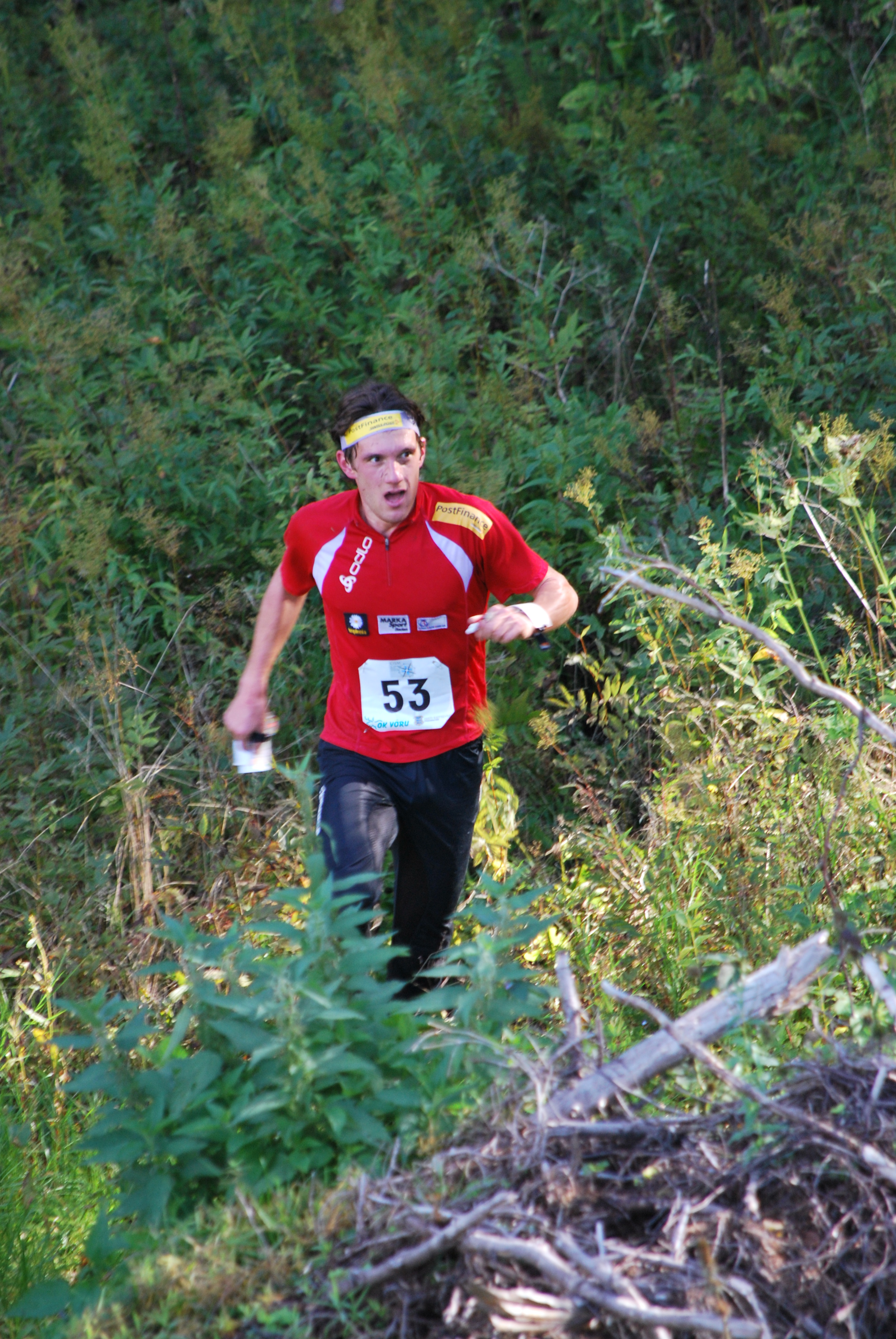
Matthias Müller bei einem Wettkampf 2009 in Estland

Matthias Leonhardt (* 12. September 1982 als Matthias Müller) ist ein Schweizer Orientierungsläufer. Bei den Weltmeisterschaften 2010 gewann er die Goldmedaille im Sprint.
Müller, der in Winterthur lebt und für die Vereine Södertälje-Nykvarn in Schweden und Bussola OK in der Schweiz startet, wurde 2002 für die Junioren-Weltmeisterschaften nominiert, bei denen er einen 14. und einen 19. Platz erreichte. 2004 und 2005 debütierte er bei Europa- und Weltmeisterschaften. Seine ersten bedeutenden internationalen Medaillen gewann er schliesslich  2007 bei den Offenen Nordischen Meisterschaften in Bornholm, als er im Sprint Dritter wurde und mit der Staffel zusammen mit Baptiste Rollier und Matthias Merz Gold gewann. 2009 verpasste Müller bei den Weltmeisterschaften im ungarischen Miskolc im Mitteldistanz-Rennen noch knapp den Sprung auf das Podest, das Folgejahr sollte das bislang erfolgreichste in seiner Karriere werden. In Primorsko gewann er bei den Europameisterschaften mit der Staffel (mit Fabian Hertner und Matthias Merz) Gold und kam in allen Einzelwettbewerben unter die ersten zehn. Bei den Weltmeisterschaften im August in Trondheim gewann er die Goldmedaille im Sprint vor seinem Landsmann Fabian Hertner. Mit Matthias Merz und Daniel Hubmann holte er zudem die Bronzemedaille in der Staffel.
Den Titel des Schweizer Meisters konnte Müller nicht gewinnen. Allerdings gewann er viermal die Bronzemedaille im Sprint und 2004 die Silbermedaille mit der Staffel.
2013 trat er vom internationalen Wettkampfsport zurück.

## Klassierungen
| | Weltmeisterschaften | Weltmeisterschaften | Weltmeisterschaften | Weltmeisterschaften | Europameisterschaften | Europameisterschaften | Europameisterschaften | Europameisterschaften | World Games | World Games | World Games | Nord. Meisterschaften | Nord. Meisterschaften | Nord. Meisterschaften | Nord. Meisterschaften | Nat. Meisterschaften | Nat. Meisterschaften | Nat. Meisterschaften | Nat. Meisterschaften | GWC |
| Jahr | Sp                  | MD                  | LD                  | St                  | Sp                    | MD                    | LD                    | St                    | Sp          | MD          | St          | Sp                    | MD                    | LD                    | St                    | Sp                   | MD                   | LD                   | St                   | GWC |
| --- | ------------------- | ------------------- | ------------------- | ------------------- | --------------------- | --------------------- | --------------------- | --------------------- | ----------- | ----------- | ----------- | --------------------- | --------------------- | --------------------- | --------------------- | -------------------- | -------------------- | -------------------- | -------------------- | --- |
| 2003 |                     |                     |                     |                     |                       |                       |                       |                       |             |             |             |                       |                       |                       |                       | 33.                  |                      | aufg.                |                      |     |
| 2004 |                     |                     |                     |                     |                       | 16.                   |                       |                       |             |             |             |                       |                       |                       |                       | 6.                   | 15.                  | 15.                  | 2.                   | 25. |
| 2005 |                     | 13.                 |                     |                     |                       |                       |                       |                       |             |             |             |                       |                       |                       |                       | 3.                   | 7.                   | 8.                   | 17.                  | 14. |
| 2006 | 5.                  | 14.                 |                     |                     | 17.                   | 30.                   | 32.                   | 5.                    |             |             |             |                       |                       |                       |                       | 3.                   | 10.                  | 10.                  | 7.                   | 8.  |
| 2007 |                     | 9.                  |                     |                     |                       |                       |                       |                       |             |             |             | 3.                    | 7.                    | 12.                   | 1.                    | 3.                   | 8.                   | 14.                  | 15.                  | 19. |
| 2008 | 14.                 |                     |                     |                     | 11.                   | 18.                   |                       |                       |             |             |             |                       |                       |                       |                       | 5.                   | 7.                   | 22.                  |                      | 19. |
| 2009 | 7.                  | 4.                  |                     |                     |                       |                       |                       |                       | 5.          | 9.          | 7.          | 5.                    | 31.                   |                       |                       | 5.                   | 4.                   | 12.                  |                      | 9.  |
| 2010 | 1.                  | 6.                  |                     | 3.                  | 5.                    | 10.                   | 9.                    | 1.                    |             |             |             |                       |                       |                       |                       | disq.                |                      | 9.                   |                      | 2.  |
| 2011 | 3.                  |                     |                     |                     |                       |                       |                       |                       |             |             |             |                       |                       |                       |                       | 3.                   | 6.                   |                      |                      |     |
| 2012 | 3.                  |                     |                     |                     |                       |                       |                       |                       |             |             |             |                       |                       |                       |                       |                      |                      |                      |                      |     |
| Erklärung: GWC = Gesamt-Weltcup / Sp = Sprint, KD = Kurzdistanz, MD = Mitteldistanz, LD = Langdistanz, Kl = Klassische Distanz, E = Einzelwettbewerb , St = Staffel, N = Nacht-OL |                     |                     |                     |                     |                       |                       |                       |                       |             |             |             |                       |                       |                       |                       |                      |                      |                      |                      |     |